# Hrvoje Horvat (mlađi)
Hrvoje Horvat "Cveba" (Bjelovar, 16. prosinca 1977.) bivši je hrvatski rukometaš, sadašnji trener njemačkog kluba HSG Wetzlar i izbornik hrvatske rukometne reprezentacije od 2021.  do 2023. godine.

## Rani život
Sin je poznatoga rukometaša Hrvoja Horvata. Osnovnu i srednju školu završio je u Bjelovaru. Diplomirao je na Kineziološkom fakultetu u Zagrebu.

## Igračka karijera
Karijeru je započeo u klubu RK Bjelovar gdje mu je prvi trener bio Krunoslav "Kuna" Turković. Kasnije je nastupao za RK Zagreb i RK Dubravu te nakratko u Švicarskoj i Njemačkoj. Nastupao je za sve uzraste reprezentacije, uključujući i prvu momčad.
Također je igrao rukomet na pijesku te je bio član momčadi koja je 2008. osvojila Svjetsko prvenstvo. Osvojio je i dvije medalje s Europskih prvenstava: u Norveškoj 2009. i Hrvatskoj 2011.

## Trenerska karijera
Bio je igrač-trener u Dubravi do 2012. godine te je nakon toga postao glavni trener istog kluba. Spasio je Dubravu od ispadanja iz Premijer lige te ju je 2014. godine doveo do neočekivanoga finala Hrvatskoga rukometnoga kupa. U finalu je izgubio od RK Zagreba rezultatom 31:39.
U studenom 2016. godine postao je trener našičkog NEXE-a s kojim je igrao polufinale SEHA lige 2018./19. kada je izgubio od RK Zagreba rezultatom 28:23. NEXE je u istoj sezoni sudjelovao u Kupu EHF gdje je u skupini B završio na trećem mjestu i ispao s natjecanja.
Nakon što je Lino Červar ponovno postao trener reprezentacije u ožujku 2017., Horvat je imenovan za pomoćnoga trenera. Kao član stručnog stožera nastupao je na Europskom prvenstvu u Hrvatskoj 2018. i na Europskom prvenstvu u Austriji, Norveškoj i Švedskoj 2020. te na Svjetskom prvenstvu u Danskoj i Njemačkoj 2019. te na Svjetskom prvenstvu u Egiptu 2021.
Nakon ispadanja sa Svjetskoga prvenstva 2021. i ostvarivanja najgoreg rezultata na Svjetskim prvenstvima u povijesti reprezentacije, Lino Červar podnio je ostavku te je Hrvoje Horvat imenovan novim trenerom reprezentacije. Smijenjen je 2023. godine nakon Svjetskog prvenstva 2023. gdje je Hrvatska osvojila 9. mjesto, nasljedio ga je Goran Perkovac.
Trener je njemačkog kluba HSG Wetzlar iz Wetzlara od mjeseca prosinca 2022. godine.

## Osobni život
Nadimak Hrvoja Horvata mlađeg je Cveba. Taj nadimak ima i njegov otac.